# Louis Bigot (joueur d'échecs)
Pour les articles homonymes, voir Bigot.
Ne doit pas être confondu avec Louis Bigot.
Louis Bigot est un médecin et un joueur d'échecs français né le 31 mai 1913 à Étaples et mort le 13 mars 1996 à Bourgnac.

## Biographie
Né en 1913 dans le Pas-de-Calais, Louis Bigot a réalisé ses études de médecine à Angers et a fait partie d'un club de basket-ball de la ville,.

## Carrière échiquéenne
Louis Bigot devient champion de France d'échecs en 1943, à la fois sur l'échiquier et par correspondance,.
Il est de nouveau champion de France par correspondance en 1946.
Il termine 5e du championnat de 1946, 2e ex æquo en 1948 et 13e en 1951.